# 政治経済論

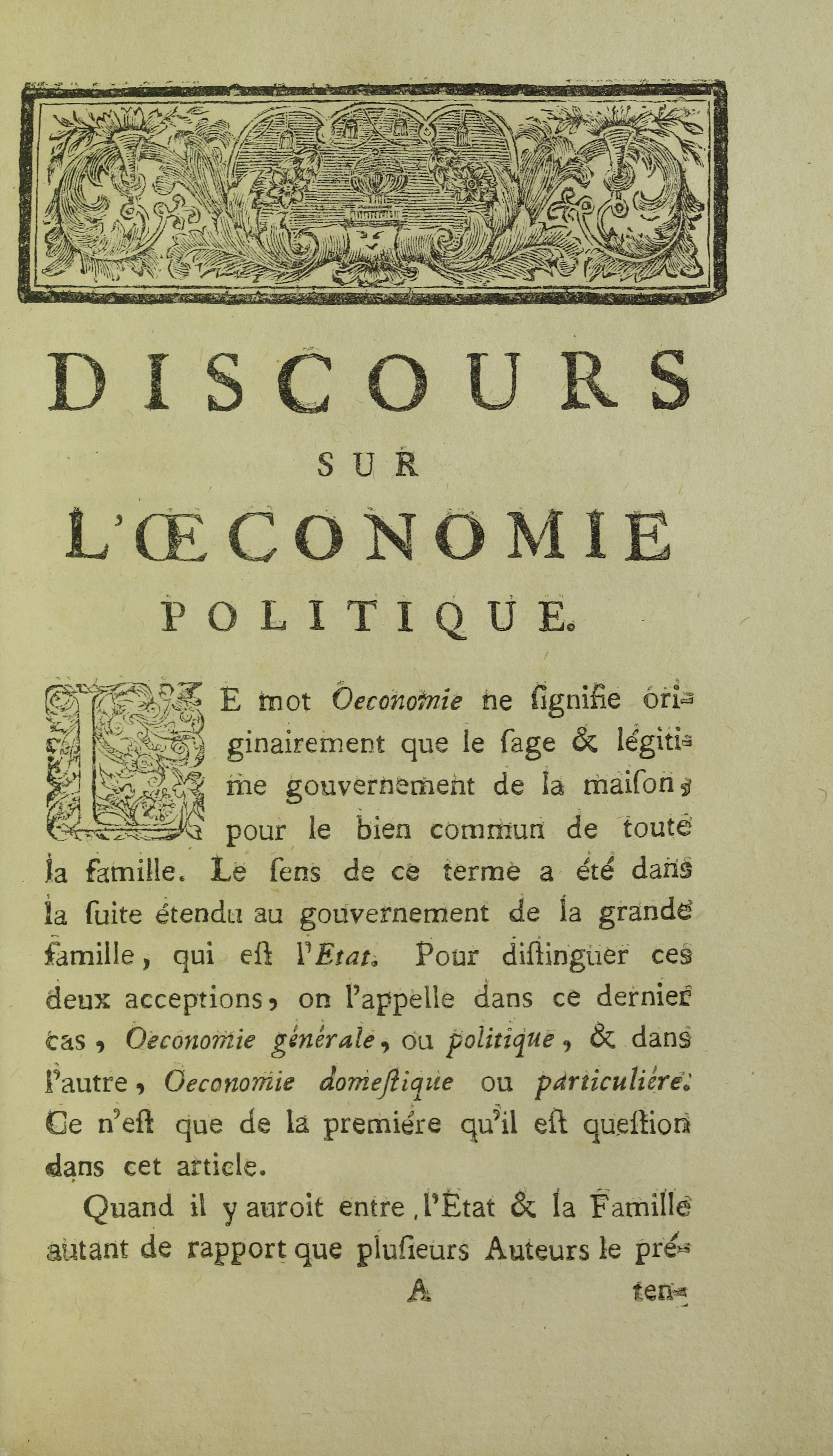
タイトルページ

『政治経済論』（せいじけいざいろん、仏: (Discours sur l')Économie Politique、英: (Discourse on) Political Economy）とは、フランスで活動した哲学者ジャン＝ジャック・ルソーが著し、1755年発刊の『百科全書』（アンシクロペディ）第5巻に掲載された、政治経済学（政治思想・経済思想）についての論文。
同時期の著作『人間不平等起源論』と共に、後の『社会契約論』へと結実する思想の萌芽が述べられており、ルソーが初めて一般意志という概念を用いた作品でもある。

## 題名
「政治経済(論/学)」の語義
題名にもなっている「政治経済(論/学)」（仏: Économie Politique、英: Political Economy、独: Politischen Ökonomie）という語彙・概念は、ルソーが本書の序文の冒頭でも説明している通り、元々「エコノミー」（仏: Économie、英: Economy、独: Ökonomie）の語源であるギリシア語の「オイコノモス/オイコノミア」（希: m. οἰκονόμος/f. οἰκονομία）という語彙・概念が、「家政（家庭の管理・運営・まかない）」という原義から派生して、「事業/企業/商売」や「国政・国家運営・国家経済（国家の管理・運営・まかない）」等も意味する多義的な語彙だったため（例えばクセノポンの『オイコノミコス (家政論)』や、アリストテレス名義の『オイコノミカ (家政論/経済学)』の用法が代表的）、「家政/家庭経済/私経済」（仏: économie domestique/particulière）と「国政/国家経済/公経済」（仏: économie nationale/publique）の意味の区別を付けるために、（ルソーより前の時代のアントワーヌ・ド・モンクレティアン等が）後者を「一般経済/政治経済」（仏: économie générale/politique）と呼ぶようになったものである。（そしてルソーにおいては、この区別がそのまま「特殊意志」と「一般意志」の区別に対応している。）
後の古典派経済学における用法
なお、この「政治経済(論/学)」（仏: Économie Politique、英: Political Economy、独: Politischen Ökonomie）という語彙は、ルソーの後、経済学（近代経済学）が学問・概念として確立する前の黎明期、18世紀中盤〜19世紀中盤の古典派経済学の時代に、「経済学」を意味する語彙としても使用された。例えば、アダム・スミスの『国富論』や、カール・マルクスの『経済学批判』等で、この語彙が使用されている。
（他方で、経済学の確立や語彙の普及に伴って、「（家庭/事業/国家の）管理・運営・まかない」を意味する語彙だった「エコノミー」（仏: Économie、英: Economy、独: Ökonomie）が、学問としての「経済学」や、ひいては「経済現象そのもの」を意味するようにもなった。
そこで英語では、「経済(現象)」を「Economy」、「経済学」を「Economics」、「家政学」を「Home Economics」と表現する、といった語彙の使い分けが生じたが、フランス語やドイツ語では、「経済(現象)」と「経済学」を共に「エコノミー」（仏: Économie、独: Ökonomie）と表現するなど、曖昧な状態が現在も続いている。）
本書における「政治経済論」
しかし、本書でルソーが述べる「政治経済論」は、そうした経済学的な資本や経済システムの分析論ではなく、原義を反映した「国家の管理・運営・まかない（どうすれば国家がうまく運営されるか）」についての論であり、実質的には「政治論・政策論・徴税論」の類である。
公共善としての一般意志を反映し、著しい不平等を解消したり、民衆の不満を吸収するなどしつつ、国家をうまく運営していくにはどうしたらいいかが、法律（立法・行政）・道徳（教育）・徴税（所有権・財産の保証・管理）などの観点から述べられている。

## 構成
- 序文（政治経済と家政(の区別)、国家と家族(の差異)、主権と政府・公経済(の区別)、身体としての政治体、一般意志と特殊意志、人民的政府・公経済と圧政的政府・公経済）
- 第1部（一般意志と法（の立法・執行）、法・政府の権威と公共・市民の自由（の両立））
- 第2部（一般意志と徳（一般意志への特殊意志の結集・合致）、祖国愛、財産の極端な不平等禁止、公教育）
- 第3部（一般意志と富、国家の財産と市民の所有権・財産（の両立）、労働と徴税、資産の用途・管理）

## 内容
ルソーは前作『人間不平等起源論』において、人間の間の不平等は、「自然状態」においてはほとんど存在しておらず、「社会状態」によって恣意的に形成された不自然なものであり、自然法の要請に基づいてこの不平等は解消されなくてはならないことを主張しているが、本作ではその具体的な「政策論・実践論」が述べられている。
自然法の国家的・実践的な形態である「一般意志」を反映し、不平等を解消しつつ、国家をうまく運営していくために、法・徳・財産といった観点から、国家運営論が述べられている。

## 日本語訳
- 『政治経済論』河野健二訳、岩波文庫、1951年
- 『ルソー選集 7』阪上孝訳、白水社、1986年
  - 『ルソー全集 5』阪上孝訳、白水社、1979年